# Рудники Масара
Рудники Масара — сукупність гірничих підприємств на сході філіппінського острова Мінданао, які займаються розробкою золотоносного району у сточищі річки Масара. У 21 столітті малайзійський інвестор дав рудникам нову назву Мако.
У 1930-х роках у верхів'ях річки Хіджо та сточищі її правої притоки Масара виявили поклади золотоносних руд. Розвитком тут видобутку опікувалась Elizalde and Company (Elizalde), яка в 1939-му ввела в дію рудник Хіджо. Після Другої світової війни спробували ввести в дію золотоносні жили району Масаро, чим послідовно займались кілька дочірніх структур Elizalde — Panaminas, Masara Consolodated Mining Company, Masara Mining Company та Samar Mining Company, Inc. (SAMICO). Остання увійшла в проєкт в 1952-му та в 1954-му взяла над ним повний контроль.
У 1955-му SAMICO запустила для Масара фабрику з вилучення золота продуктивністю 250 тонн руди на добу, яка використовувала технології флотації та ціанування. Втім, невдовзі з урахуванням ринкової ситуації та геологічних відкриттів вирішили зайнятись видобутком міді із виявлених в районі Масара мідно-золотих родовищ Мапула (Вагас) та Кураяо. В 1957-му фабрику перепрофіліювали на роботу із мідними рудами зі збільшенням потужності до 1000 тонн на добу.
З 1968-го розробка провадилась під операторством компанії INCO Mines, з якою SAMICO уклала угоду про спільну діяльність. Втім, після аварії в 1971-му на руднику Панораон (кілька кілометрів на північний схід від Масара) INCO зупинила роботи, а в 1973-му SAMICO продала Масара Apex Mining Company (Apex). Остання в тому ж 1973-му розпочала обмежений видобуток, проте вже у 1974-му на тлі стрімкого падіння світових цін ухвалила рішення про припинення видобутку міді та повернення до розробки золотоносних жил (при цьому станом на кінець 1970-х ресурси мідної руди у трьох родовищах оцінювались як 89 млн тонн із середнім вмістом 0,4 % міді та 0,4 грама золота на тонну).
У 1989-му розробку Масара довелось зупинити через низькі ціни на золото та тривалий трудовий конфлікт на руднику. Всього за період з 1976 по 1989 роки вилучили 3,5 млн тонн руди, з якої отримали 17,8 тонни золота.
Хоча Apex уклала орендні угоди з дрібними місцевими артілями, що узялись за роботи в підземних виробітках з найбільш багатими рудами, проте компанія не збиралась зовсім відмовлятись від проєкту та шукала для нього інвесторів. У 2005-му зареєстрована у Великій Британії компанія Crew Gold Corporation придбала 72,8 % акцій Apex та узялась за проєкт широкомасштабного видобутку на блоці Масара (з 2009-го Crew Gold продала всю свою частку в Apex компанії Mindanao Gold — дочірній структурі малайзійської ASVI). У грудні 2006-го ввели в дію відновлену фабрику з вилучення золота, яка по 2016 рік включно випустила 5,56 тонни золота (та 26 тонн срібла). За цей же період вилучили 2,56 млн тонн руди.